# Sasaram
Sasaram (en hindi: सासाराम ) es una ciudad de la India, centro administrativo del distrito de Rohtas, en el estado de Bihar.

## Geografía
Se encuentra a una altitud de 114 m s. n. m. a 161 km de la capital estatal, Patna, en la zona horaria UTC +5:30.

## Demografía
Según estimación 2011 contaba con una población de 165 487 habitantes.